# نورة غازي
نورة غازي الصفدي (30 سبتمبر 1981، دمشق) هي محامية وناشطة سورية في مجال حقوق الإنسان. حاصلة على شهادة البكالوريوس في القانون من جامعة دمشق، زوجها باسل خرطبيل مطور برمجيات فلسطيني سوري، الذي كان يعمل في مجال المصادر المفتوحة وأحد النشطاء السوريين الرائدين في مجال حرية التعبير والديمقراطية. اعتقلته الحكومة السورية عام 2012 وأعدم عام 2015.